# Cerkev sv. Sigismunda, Polhovica
Cerkev sv. Sigismunda (Žige) v dolenjski vasi Polhovica je edina cerkev v Sloveniji, katere patron je Sveti Sigismund (sveti Žiga). Cerkvica je dolga 10,3 in široka 5,6 metra. Pripada Župniji Šentjernej. Poleg te naj bi v Evropi obstajala le še ena enako imenovana cerkev na Poljskem.
Svetnik praznuje svoj god 11. maja, prvo nedeljo po njem pa se opravlja žegnanje, ki se imenuje »solatno žegnanje«.

## Zgodovina
Prvič je bila omenjena leta 1526 v analih, ki so navajali, da v njej ni bilo ničesar, kar bi lahko uporabili kot protiturški davek. Vendar pa se domneva, da je bila na istem mestu že dve leti prej postavljena kapela Sv. Sigismunda. Druga pisna omemba je iz leta 1581, kjer je prvič zavedena kot podružnična cerkev Šentjernejske župnije. Še do leta 1609 naj ne bi bila posvečena, zaradi razpadajoče stavbe pa so v njej prepovedali bogoslužje. V njej naj bi bila celo ovčja staja za sosesko. Do konca 17. stoletja je bila postopno obnovljena in bila leta 1689 omenjena v delu Slava Vojvodine Kranjske. Okrog leta 1780 je bila na Jožefinskem vojaškem zemljevidu omenjena kot edina trdna zgradba na področju vasi Polhovica in Dolenje Mokro Polje. Med letoma 1998 in 2002 je bila zgradba temeljito obnovljena, leta 2004 pa je bil restavriran še oltar Svetega Žige, »varuha zmage«.

## Opis
Cerkvica služi potrebam vasi Polhovica in Dolenje Mokro Polje. Orientirana je proti vzhodu, ima zvonik z dvema zvonovoma, pravokotno ladjo in tristrano zaključen prezbiterij. Ima en sam oltar, nad vhodom je lesen kor.